# Bzhedújovskaya
Bzhedújovskaya (del ruso: Бжеду́ховская), es una stanitsa del raión de Beloréchensk del krai de Krasnodar, en Rusia. Se sitúa en la orilla derecha del río Pshish, afluente del Kubán, 17 km al noroeste de Beloréchensk y 57 km al sureste de Krasnodar, la capital del krai. Tenía 1 181 habitantes en 2011.
Es cabeza del municipio Bzhedújovskoye, al que pertenecen asimismo Oktiábrskaya, Kanevetski, Novoguriski y Nizhnevedeneyevski.

## Historia
La localidad fue fundada en 1863. Debe su nombre a los bzhedug una de las subetnias adigué. Hasta 1920 pertenecía al otdel de Maikop del óblast de Kubán.

## Transporte
La estación de ferrocarril más cercana se halla en Beloréchensk.